# エムレン・ルーズベルト

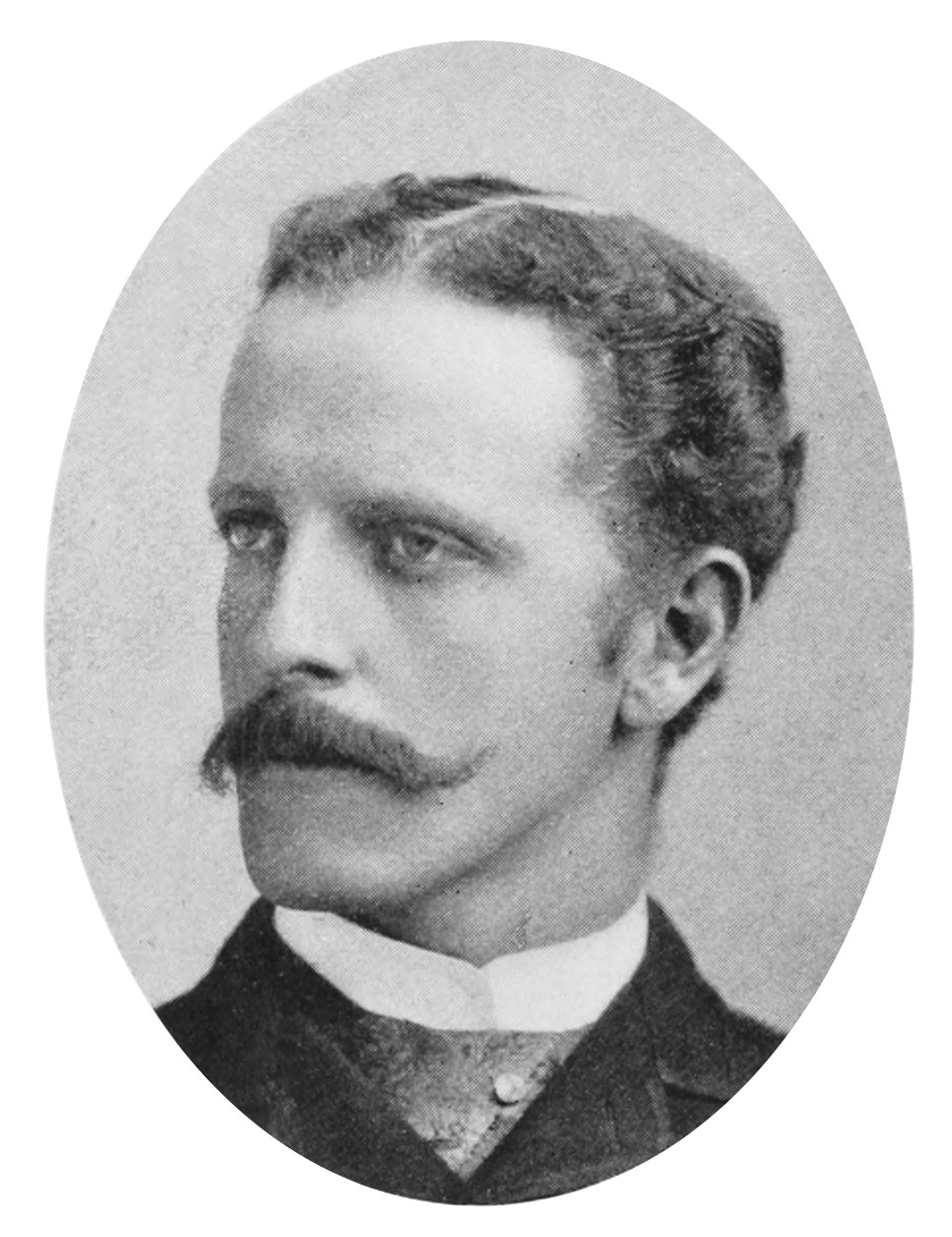
エムレン・ルーズベルト

ウィリアム・エムレン・ルーズベルト（William Emlen Roosevelt、1857年4月30日 - 1930年3月15日）は、著名なニューヨークの銀行家。様々な事業を行った。アメリカ合衆国大統領セオドア・ルーズベルトの従兄。
ジェームズ・アルフレッド・ルーズベルトが設立したルーズベルト・アンド・サンの社長を務め、ケミカル・バンク・オブ・ニューヨーク、the Gallatin National Bank、the Astor National Bankの役員も務め、後にグランド・ハノーバーとバンク・オブ・ニューヨークの理事会を設立した。また、遠縁のジェームズ・H・ルーズベルトによって設立されたルーズベルト・ホスピタルの院長を務めた。16年間州兵の士官を務め、第一旅団の少佐、軍事需品係将校であった。通信会社に関わるようになり、メキシカン・テレグラフ・カンパニーやセントラル・アンド・サウス・アメリカン・テレグラフ・カンパニーを設立、ついにはインターナショナル・テレフォン・アンドテレグラフ・カンパニーの役員となった。また、ナッソー郡のコーヴ・ネックにあるジェームズ・アルフレッド・ルーズベルト・エステートを所有していた。
セオドア・ルーズベルトとは従兄弟として非常に密接な関係を持っていた。政治に興味がなく、セオドアは保護運動に忙しかったため、金融問題にも若干関わった。セオドア大統領職の間と後に、財務顧問であった。